# Cortaccia sulla Strada del Vino
Cortaccia sulla Strada del Vino, röviden Cortaccia, németül: Kurtatsch an der Weinstraße röviden Kurtatsch, település Olaszországban, Bolzano autonóm megyében. Lakosainak száma 2194 fő (2023. január 1.). Cortaccia sulla Strada del Vino Coredo, Egna, Magrè sulla Strada del Vino, Rovere della Luna, Termeno sulla Strada del Vino, Ton, Tres és Predaia községekkel határos.

## Népesség
A település népességének változása:
| Lakosok száma | 2226 | 2235 | 2194 |
|               | 2017 | 2018 | 2023 |